# 欧州安全保障協力機構

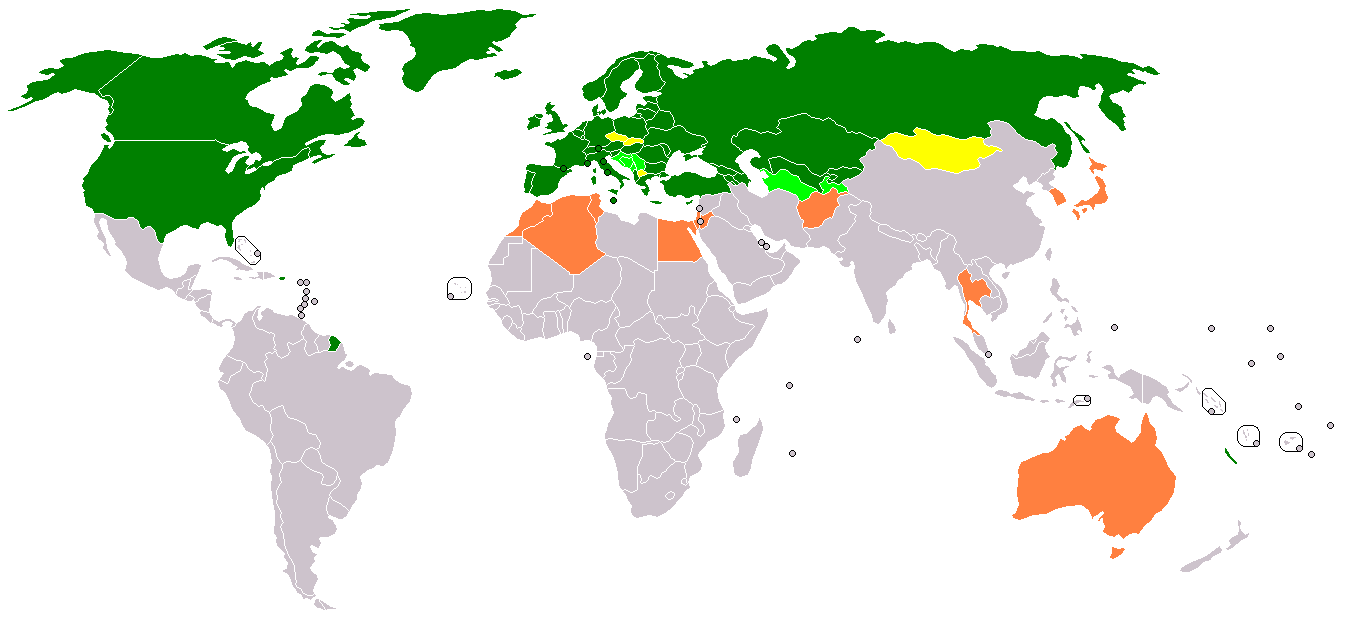
OSCEの全加盟国と協力国(2012年)
ヘルシンキ宣言とパリ憲章署名国
ヘルシンキ宣言のみの署名国
上記以外の加盟国
協力国

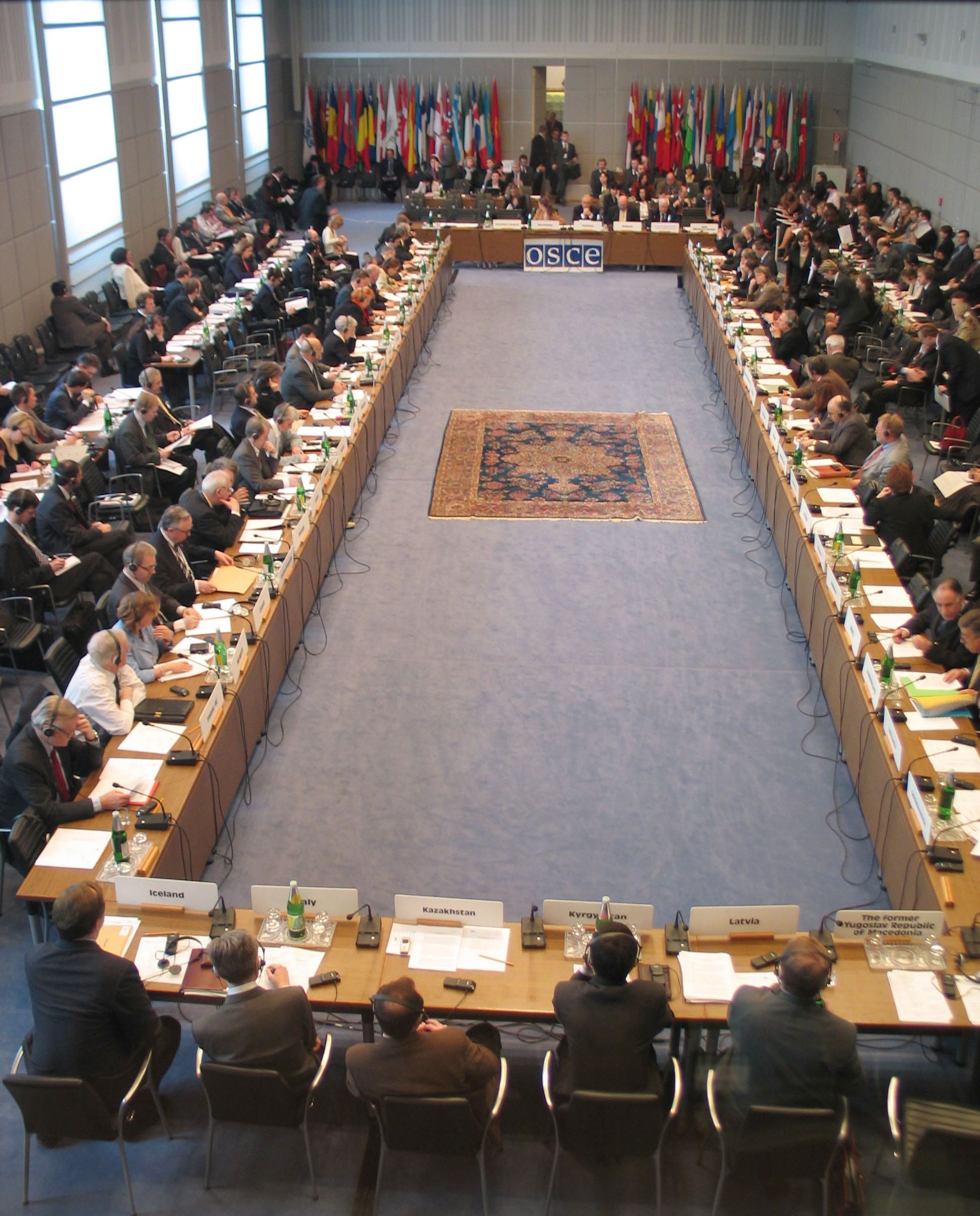
OSCEの常設理事会（2005年、ウィーン・ホーフブルク宮殿にて）

欧州安全保障協力機構（おうしゅうあんぜんほしょうきょうりょくきこう、英語: Organization for Security and Co-operation in Europe、OSCE）は、ヨーロッパ、北米、中央アジアの57か国が加盟する、安全保障分野で世界最大の政府間組織である。1992年以降の事務局所在地はオーストリアのウィーン。

## 概要
協調的安全保障の枠組みにおいて早期警戒、紛争予防、危機管理、紛争後の復興を通じて、加盟国間の相違を橋渡しし、信頼醸成を行う国際機関である。経済・環境、人権、人道分野における問題も安全保障を脅かす要因となるとの考えから、安全保障を軍事的側面のみならず包括的に捉えて活動する（包括的安全保障）。民主主義と法の支配の確立が安全保障上不可欠であるとの観点から、選挙監視活動を重視している。アメリカの「ヘルシンキ委員会」の影響もありOSCE議員会議が制度として充実している。
1972年の準備会議と1973－75年の本会議により、全欧安全保障協力会議(CSCE)として発足した。３度の再検討会議、３つの首脳会議を経て、冷戦終結後、民主化支援、紛争防止とその解決へ向けた新機構として1995年に現在の名称に変更した（詳細はCSCEを参照）。
国際連合総会オブザーバー資格を有する。
北大西洋条約機構（NATO）や欧州連合（EU）とは異なり、平和維持活動等に派遣する実力部隊・実行手段は持たない。狭義の安全保障分野のCSBMなどの履行監視に加え、人権・民主主義を扱う人的側面（human dimension）の分野が充実しており、ワルシャワではODIHR主催により毎年「人的側面履行会議」(HDIM)が2018年まで開催されていた。

## 歴史(CSCEからOSCEへ）
(1994年までのCSCE時代の詳細については、CSCEを参照）
OSCEの起源は、1970年代初頭の冷戦緩和期に、東西間の対話と交渉のための多国間フォーラムとして全欧安全保障協力会議（CSCE）が設立されたことに遡る。
CSCEは、1975年8月1日に「ヘルシンキ宣言」を採択した。国家主権の尊重、武力不行使、国境の不可侵、領土保全、紛争の平和的解決、内政不干渉、人権と諸自由の尊重などの原則、信頼醸成措置の促進など重要な項目に関する合意であった。
1989年、ベルリンの壁崩壊を機に、東欧諸国で相次いで共産主義国家が崩壊した。1989年12月、ミハイル・ゴルバチョフとジョージ・H・W・ブッシュは、マルタ会談で冷戦の終結を宣言した。1990年にはソビエト連邦からリトアニア、ラトビアが独立し、ソ連崩壊の兆しがみられた。この流れを受け、CSCEの役割も変化することとなった。
1990年11月、東欧旧共産圏を含む欧州各国ほぼすべてに加え、ソビエト連邦、アメリカ合衆国、カナダのCSCE全参加国首脳の参加したパリ首脳会議において、パリ憲章が採択された。この憲章は、法の支配と表現の自由を尊重しつつ、自由、正義、平和の基礎となる民主主義を尊重する参加国の義務を盛り込むものであった。また、それまで会議の連続体であったCSCEの新たな役割と制度・組織化（事務局設置など）が規定された。
1994年12月、ブダペスト首脳会議での決定により、名称が欧州安全保障協力会議から欧州安全保障協力機構(OSCE)に変更され、より恒久的な国際機構として活動することとなった。

## 組織と制度

### 意思決定機関

#### 首脳会議
OSCEの政治的な方向性は、首脳会議において決定される。定期的に開催されるものではなく、必要に応じて開催される。前回の首脳会議は、2010年12月1日、2日にカザフスタンのアスタナで開催された。

#### OSCE閣僚理事会
参加国の外務大臣による会合で、OSCEの中心的な意思決定機関である。毎年12月に開催される。

#### 常設理事会（あるいは常任理事会）
毎週ウィーンで開催され、通常の交渉・意思決定機関として機能している。

#### 安全保障協力フォーラム
欧州の軍事的安全性と安定性を高めるために活動している。軍事情報の交換や国家間の相互検証を規制する安全保障構築措置、治安部隊の民主的統制を確保する重要文書である行動規範の実施を支援している。

### 実行機関

#### 民主制度・人権事務所（ODIHR）
1991年設立。ポーランドのワルシャワに本部を置き、選挙監視、民主的発展、人権、寛容と非差別、法の支配、ロマとシンティ問題などの分野でOSCE地域全体で活動する。1995年以来、300以上の選挙と国民投票を監視し、5万人以上のオブザーバーを派遣した。人的側面履行会議を定期的に開催する。

#### メディアの自由に関するOSCE代表
1997年12月設立。OSCE参加国における表現の自由の侵害について早期に警告を与える監視役として活動。

#### 少数民族高等弁務官(HCNM)
1992年7月8日、ヘルシンキ首脳会議において創設された。参加国間の平和、安定、友好関係を危うくする可能性のある民族的緊張を特定し、早期解決を図る。初代の高等弁務官は、ファン・デア・ストールである。

#### OSCE ミンスク・グループ
ナゴルノ・カラバフ戦争の平和的解決に向けた活動。フランス、ロシア、米国が共同議長を務める。

## 履行監視機関
- 人的側面履行会議(IMHD)

毎年9月にODIHRのあるワルシャワで開催され、各国の人権・民主化規範の履行状況について報告、協議されていた。2020年はコロナ禍により開催されず、また2021年はロシアの反対により議題設定に入られなかった。

## その他

### OSCE議員会議
事務局はコペンハーゲンにあり、参加国の議会代表からなる。独自の選挙監視や現地調査等を行う。

### プラハ文書センター
CSCE/OSCEのアーカイブとして1992年に設立された。1990年のCSCE事務局（ウィーンへの移転前）の建物内にあり、プラハ市内で数度移転している。

## 現地活動
OSCEのスタッフと資金のほとんどは、東南ヨーロッパ、東ヨーロッパ、南コーカサス、中央アジアにおけるOSCEの現地活動(field operation)に配分されている。
これらの活動は、参加国のコンセンサスによって合意された、オーダーメイドの職務権限を持つ。ホスト国の同意があって初めて設立される（逆に言えば、ホスト国が拒絶すれば外国人職員のビザが更新されず、あるいは常任理事会で反対が見込まれることとなり、撤退に追い込まれる）。中には、本部に加え、現地事務所、地域センター、研修センターなどをホスト国に置くものもある。ホスト国のニーズに対応した具体的なプロジェクトを通じて、ホスト国がOSCEの公約を実践し、現地の能力を育成するのを支援する。これには、法執行、少数民族の権利、法改正、法の支配、メディアの自由、寛容と非差別の促進、その他多くの分野を支援するイニシアチブが含まれる。
OSCEの紛争予防センター（CPC）は、現地活動の設立、再編、閉鎖を計画する役割を担っている。CPCは、現地におけるOSCEの活動の支援と調整、分析と政策助言の提供、現地活動、事務局、OSCE議長国間の連絡役としての役割を担っている。

### 実施中
- アルバニア駐在[27]（1997年 - ）
- ボスニア・ヘルツェゴビナ ミッション[28]（1995年、デイトン合意以降）
- コソボ・ミッション[29]（1999年 - )
- モンテネグロ・ミッション[30]
- セルビア・ミッション[31]（2001年 - ）
- スコピエ・ミッション[32]（2001年 - ）オフリド合意（マケドニア共和国、現北マケドニア共和国との合意）締結
- モルドバ・ミッション[33]（1992年 - ）トランスニストリア戦争、紛争凍結や民主化支援[34]
- ミンスク会議紛争処理に関するOSCE個人代表[35]（1995年 - ）ナゴルノ・カラバフ戦争
- アシガバート（トルクメニスタン）センター[36]
- ヌルスルタン（カザフスタン）プログラムオフィス[37]
- ビシュケク（キルギス）プログラムオフィス[38]
- ドゥシャンベ（タジキスタン）プログラムオフィス[39]
- ウズベキスタン・プロジェクトコーディネーター[40]

### 廃止
OSCEの現地活動は、委任された権限が満了したとき、または常任理事会がその閉鎖を要求する決定を採択したときに閉鎖され、関連する現地活動はその活動を終了する。OSCEの紛争予防センターは、現地活動または関連する現地活動の設立、再編、閉鎖を計画する役割を担っている。
以下は、閉鎖されたOSCEの現地活動および関連する現地活動のリストである。
- コソボ、サンジャク、ヴォイヴォディナ長期ミッション（1992年9月8日 - 1993年7月）
- ジョージア・ミッション（1992年11月 - 2008年12月31日）
- エストニア・ミッション（1993年2月15日 - 2001年12月31日）
- ラトビア・ミッション（1993年11月19日 - 2001年12月31日）
- ウクライナ・ミッション（1994年11月24日 - 1999年4月30日）
- エストニア軍人年金専門家委員会代表（1994年 - 2006年）
- 中央アジア連絡事務所（1995年3月16日 - 1995年6月）
- スクルンダ・レーダー・ステーションに関する合同委員会代表（1995年4月6日 - 1999年10月31日）
- チェチェン支援グループ（1995年4月26日 - 1998年12月16日）
- デイトン4条に関するOSCE個人代表（1995年 - 2015年）
- クロアチア・ミッション（1996年7月 - 2007年12月）
- ベラルーシ諮問・監視団（1998年1月 - 2002年12月31日）
- コソボ検証団（1998年10月 - 1999年6月）
- エレバン事務所（2000年2月16日 - 2017年8月31日）
- バクー事務所（2014年 - 2015年12月31日）
- ミンスク事務所（2003年1月1日 - 2011年3月31日）
- ロシア検問所グコボ及びドネツィクでのオブザーバーミッション（2014年7月24日 - 2021年9月30日）
- ウクライナ・プロジェクト・コーディネーター[42]（1993年 -2022年6月30日 ）1993～94年のクリミア危機に対処したウクライナ・ミッションを前身とする。ウクライナの民主化支援等にあたる）
- ウクライナ特別監視団(SMM) [43]（2014年 - 2022年3月31日[44]、ドンバス戦争）

## 議長国議長（議長国）
OSCEの議長国議長(Chairperson-in-Office)は、1年ごとに1カ国が就任し、OSCEの活動運営と対外的な代表活動において中心的な役割を果たす。当年の議長国の外務大臣が議長国議長となる。
議長はOSCEの代表としてOSCE機関の活動を調整し、紛争予防、危機管理、紛争後の復興に関する活動の監督を行う。
議長は前任と次期議長の補佐を受け、3人合わせてOSCEトロイカを構成する。また、紛争の防止と管理のための個人代表を指名する。
2025年度の議長国はフィンランドで、同国外務大臣のエリナ・ヴァルトネンが議長を務めている。
| 年次   | 議長国             | 議長                                                                                    |
| ------ | ------------------ | --------------------------------------------------------------------------------------- |
| 1991年 | ドイツ             | ハンス＝ディートリヒ・ゲンシャー（6月以降）                                             |
| 1992年 | チェコ             | イジー・ディーンストビール（7月2日まで） ヨゼフ・モラウチーク（7月3日以降）             |
| 1993年 | スウェーデン       | マルガレータ・アブウグラス                                                              |
| 1994年 | イタリア           | ベニアミーノ・アンドレアッタ（5月11日まで） アントニオ・マルティーノ（5月12日以降）     |
| 1995年 | ハンガリー         | コヴァーチ・ラースロー                                                                  |
| 1996年 | スイス             | フラヴィオ・コッティ                                                                    |
| 1997年 | デンマーク         | ニールス・ヘルヴェグ・ピーターセン                                                      |
| 1998年 | ポーランド         | ブロニスワフ・ゲレメク                                                                  |
| 1999年 | ノルウェー         | クヌート・フォルバエク                                                                  |
| 2000年 | オーストリア       | ヴォルフガング・シュッセル（4月4日まで） ベニータ・フェレロ＝ヴァルトナー（4月5日以降） |
| 2001年 | ルーマニア         | ミルチャ・ジョアナ                                                                      |
| 2002年 | ポルトガル         | ハイメ・ガマ（4月6日まで) アントニオ・マルティンス・ダ・クルーズ（4月7日以降）          |
| 2003年 | オランダ           | ヤープ・デ・ホープ・スヘッフェル（12月3日まで） ベルナルト・ボット（12月4日以降）       |
| 2004年 | ブルガリア         | ソロモン・パッシー                                                                      |
| 2005年 | スロベニア         | ディミトリー・ルペル                                                                    |
| 2006年 | ベルギー           | カレル・デ・フフト                                                                      |
| 2007年 | スペイン           | ミゲル・アンヘル・モラティノス                                                          |
| 2008年 | フィンランド       | イルッカ・カネルヴァ（4月4日まで） アレクサンデル・ストゥブ（4月5日以降）               |
| 2009年 | ギリシャ           | ドラ・バコヤンニ（10月5日まで） ゲオルギオス・アンドレアス・パパンドレウ（10月6日以降） |
| 2010年 | カザフスタン       | カナート・サウダバエフ                                                                  |
| 2011年 | リトアニア         | アウドロニウス・アジュバリス                                                            |
| 2012年 | アイルランド       | イーモン・ギルモア                                                                      |
| 2013年 | ウクライナ         | レオニード・コジャラ                                                                    |
| 2014年 | スイス             | ディディエ・ビュルカルテ                                                                |
| 2015年 | セルビア           | イヴィツァ・ダチッチ                                                                    |
| 2016年 | ドイツ             | フランク＝ヴァルター・シュタインマイアー                                                |
| 2017年 | オーストリア       | セバスチャン・クルツ（12月17日まで） カリン・クナイスル（12月18日以降）                 |
| 2018年 | イタリア           | アンジェリーノ・アルファノ（6月1日まで） エンツォ・モアヴェロ・ミラネージ（6月2日以降） |
| 2019年 | スロバキア         | ミロスラヴ・ライチャーク                                                                |
| 2020年 | アルバニア         | エディ・ラマ                                                                            |
| 2021年 | スウェーデン       | アン・リンデ                                                                            |
| 2022年 | ポーランド         | ズビグニェフ・ラウ                                                                      |
| 2023年 | 北マケドニア共和国 | ブヤル・オスマニ                                                                        |
| 2024年 | マルタ             | イアン・ボーグ                                                                          |
| 2025年 | フィンランド       | エリナ・ヴァルトネン                                                                    |

## 参加国
ヨーロッパから地中海にかけての国と、独立国家共同体加盟国、モンゴル、北アメリカからの2か国が参加（participating)、2014年現在は全57か国からなる。
| 国名                     | 加盟日         | ヘルシンキ宣言への署名日 | パリ憲章への署名日 |
| ------------------------ | -------------- | ------------------------ | ------------------ |
| アイスランド             | 1973年6月25日  | 1975年8月1日             | 1990年11月21日     |
| アイルランド             | 1973年6月25日  | 1975年8月1日             | 1990年11月21日     |
| アゼルバイジャン         | 1992年1月30日  | 1992年7月8日             | 1993年12月20日     |
| アメリカ合衆国           | 1973年6月25日  | 1975年8月1日             | 1990年11月21日     |
| アルバニア               | 1991年6月19日  | 1991年9月16日            | 1991年9月17日      |
| アルメニア               | 1992年1月30日  | 1992年7月8日             | 1992年4月17日      |
| アンドラ                 | 1996年4月25日  | 1999年11月10日           | 1998年2月17日      |
| イギリス                 | 1973年6月25日  | 1975年8月1日             | 1990年11月21日     |
| イタリア                 | 1973年6月25日  | 1975年8月1日             | 1990年11月21日     |
| ウクライナ               | 1992年1月30日  | 1992年2月26日            | 1992年6月16日      |
| ウズベキスタン           | 1992年1月30日  | 1992年2月26日            | 1993年10月27日     |
| エストニア               | 1991年9月10日  | 1992年10月14日           | 1991年12月6日      |
| オーストリア             | 1973年6月25日  | 1975年8月1日             | 1990年11月21日     |
| オランダ                 | 1973年6月25日  | 1975年8月1日             | 1990年11月21日     |
| カザフスタン             | 1992年1月30日  | 1992年7月8日             | 1992年9月23日      |
| カナダ                   | 1973年6月25日  | 1975年8月1日             | 1990年11月21日     |
| キプロス                 | 1973年6月25日  | 1975年8月1日             | 1990年11月21日     |
| ギリシャ                 | 1973年6月25日  | 1975年8月1日             | 1990年11月21日     |
| キルギス                 | 1992年1月30日  | 1992年7月8日             | 1994年6月3日       |
| ジョージア               | 1992年3月24日  | 1992年7月8日             | 1994年1月21日      |
| クロアチア               | 1992年3月24日  | 1992年7月8日             |                    |
| サンマリノ               | 1973年6月25日  | 1975年8月1日             | 1990年11月21日     |
| スイス                   | 1973年6月25日  | 1975年8月1日             | 1990年11月21日     |
| スウェーデン             | 1973年6月25日  | 1975年8月1日             | 1990年11月21日     |
| スペイン                 | 1973年6月25日  | 1975年8月1日             | 1990年11月21日     |
| スロバキア               | 1993年1月1日   |                          |                    |
| スロベニア               | 1992年3月24日  | 1992年7月8日             | 1993年3月8日       |
| セルビア                 | 2000年11月10日 |                          |                    |
| タジキスタン             | 1992年1月30日  | 1992年2月26日            |                    |
| チェコ                   | 1993年1月1日   |                          |                    |
| デンマーク               | 1973年6月25日  | 1975年8月1日             | 1990年11月21日     |
| ドイツ                   | 1973年6月25日  | 1975年8月1日             | 1990年11月21日     |
| トルクメニスタン         | 1992年1月30日  | 1992年7月8日             |                    |
| トルコ                   | 1973年6月25日  | 1975年8月1日             | 1990年11月21日     |
| ノルウェー               | 1973年6月25日  | 1975年8月1日             | 1990年11月21日     |
| バチカン                 | 1973年6月25日  | 1975年8月1日             | 1990年11月21日     |
| ハンガリー               | 1973年6月25日  | 1975年8月1日             | 1990年11月21日     |
| フィンランド             | 1973年6月25日  | 1975年8月1日             | 1990年11月21日     |
| フランス                 | 1973年6月25日  | 1975年8月1日             | 1990年11月21日     |
| ブルガリア               | 1973年6月25日  | 1975年8月1日             | 1990年11月21日     |
| ベラルーシ               | 1992年1月30日  | 1992年2月26日            | 1993年4月8日       |
| ベルギー                 | 1973年6月25日  | 1975年8月1日             | 1990年11月21日     |
| ボスニア・ヘルツェゴビナ | 1992年4月30日  | 1992年7月8日             |                    |
| ポーランド               | 1973年6月25日  | 1975年8月1日             | 1990年11月21日     |
| ポルトガル               | 1973年6月25日  | 1975年8月1日             | 1990年11月21日     |
| 北マケドニア             | 1995年10月12日 |                          |                    |
| マルタ                   | 1973年6月25日  | 1975年8月1日             | 1990年11月21日     |
| モナコ                   | 1973年6月25日  | 1975年8月1日             | 1990年11月21日     |
| モルドバ                 | 1992年1月30日  | 1992年2月26日            | 1993年1月29日      |
| モンゴル                 | 2012年11月21日 |                          |                    |
| モンテネグロ             | 2006年6月22日  | 2006年9月1日             |                    |
| ラトビア                 | 1991年9月10日  | 1991年10月14日           | 1991年12月6日      |
| リヒテンシュタイン       | 1973年6月25日  | 1975年8月1日             | 1990年11月21日     |
| リトアニア               | 1991年9月10日  | 1991年10月14日           | 1991年12月6日      |
| ルクセンブルク           | 1973年6月25日  | 1975年8月1日             | 1990年11月21日     |
| ルーマニア               | 1973年6月25日  | 1975年8月1日             | 1990年11月21日     |
| ロシア                   | 1973年6月25日  | 1975年8月1日             | 1990年11月21日     |

## 協力国
OSCEは太平洋および地中海地域の協力パートナーと特権的な関係を維持し、共通の安全保障上の課題に対処している。

### 太平洋協力パートナー
- 日本
- オーストラリア
- 韓国

### 地中海協力パートナーズ
- アルジェリア
- エジプト
- イスラエル
- ヨルダン
- モロッコ
- チュニジア

## 首脳会議
（1995年のOSCE改称以降）
- 1996年 リスボン首脳会議
- 1999年 イスタンブール首脳会議 - 安全保障に関する行動規範 (Code of Conduct)などを採択した。
- 2010年 アスタナ首脳会議 - 旧ソ連構成国で初めての議長国となったカザフスタンで開催された。

## OSCEに関する研究組織
欧米では冷戦期からCSCE/OSCE研究は盛んであり、研究のネットワーク化や資料の整理が進んでいる。研究ネットワークとしては、OSCE Networkが参加国だけでなく、日本などのパートナー諸国や中国の大学・研究機関にも広がっている。またハンブルク大学平和研究・安全保障政策研究所(IFSH)内にCenter of the OSCE Research (CORE)が設けられている。またプラハ文書センターでは現地研究員制度がある。

## 2022年のウクライナ侵攻とOSCE
ウクライナもロシアもOSCE加盟国であるため、OSCEが両国の調停役として期待されている。2010年代以降、西側寄りになっているとしてロシアはOSCEへの批判を強めており、ウィーンの「東」と「西」、あるいはブレストの「東」と「西」、という比喩にみられるように、OSCE内の東西分断が現れつつあった。この対立により、OSCEの安全保障規範は2010年代からほとんど深化していない。
2014年のクリミア、ウクライナ東部介入以降展開されたSMMは、2022年2月のウクライナ侵攻後、撤退に追い込まれた。さらに1993年以来ウクライナ・ミッション、後にプロジェクト調整官事務所としておかれたOSCEのキーウでのプレゼンスも、ロシアの反対により任期延長がなされず、2022年6月30日に閉鎖となった。
2022年の議長国は、ウクライナとの関係が強いポーランドであった。OSCEの閣僚理事会（外相会議）は2022年12月に議長国ポーランドのウッチで開催され、G20外相会議に続いてロシア外相とウクライナ・西側各国の外相が同席する舞台となるはずであったが、ラブロフはロシアを強く非難するポーランドに入国を拒否され、ブリンケンもまた欠席した。2023年11月のスコピエOSCE第30回閣僚理事会（外相会議）、2024年12月の第31回マルタ閣僚理事会では、EUの制裁の例外措置としてラブロフの入国が認められ、退席する国の数が注目されていたが、退席はバルト諸国、ポーランド、ウクライナ等に限られた。スコピエ閣僚理事会では、ロシア等の反対で凍結されていた人事・予算の一部が承認されたことにより、OSCEの組織的活動は継続できることとなった。ウクライナ侵攻後、ロシアと西側との数少ない外交的接点がOSCEであり、紛争中であっても対話のフォーラムとしての意義は小さくない。